# Piroplasmida
Piroplasmida o piroplasmas es un orden de protistas parásitos apicomplejos.  Los vectores conocidos son garrapatas o sanguijuelas. El término Piroplasma fue empleado originalmente para describir al grupo de protozoarios parásitos que produce hipertermia (fiebre) en bovinos, en particular a las babesias (formas intraeritrocíticas). Por elevar la temperatura su denominación incluye el término piro que significa fuego. Dentro de los eritrocitos parecen tener forma ameboide, por lo que en 1960 se les ubicó en el grupo de los ameboides. Posteriormente se descubrió por microscopía electrónica que poseen un complejo apical, en consecuencia su ancestro debe ser ciliado y se parece más a un apicomplejo. Por esa razón, hoy en día está ubicado taxonómicamente en el grupo Apicomplexa.

## Ciclo de vida
Los piroplasmas (al igual que los hemosporidios) tienen ciclos de vida complejos que alternan entre un huésped artrópodo y un vertebrado. Los trofozoitos parasitan eritrocitos u otros tejidos del hospedador vertebrado. Los microgametos y macrogametos siempre se encuentran en la sangre. Los gametos son absorbidos por el insecto vector durante la ingestión de sangre. Los microgametos migran al intestino del insecto y se fusionan con los macrogametos. El macrogameto fertilizado se convierte ahora en un oocineto, que penetra en el cuerpo del vector. El oocineto se divide inicialmente por meiosis y luego por mitosis (ciclo de vida haploide) para dar lugar a los esporozoitos. Los esporozoitos se liberan del ooquiste y migran a las glándulas salivales del vector, desde donde se inyectan al nuevo huésped vertebrado cuando el insecto lo pica.

## Características distintivas
Son parásitos redondeados o piriformes que se encuentran dentro de los eritrocitos o de otras células circulantes o endoteliales de vertebrados, donde se reproducen por merogonia. La fase de trofozoito los separa del eritrocito por una sola membrana. Esto los distingue de otros parásitos sanguíneos que por lo general tienen al menos dos membranas.
El complejo apical presenta anillo polar y roptrias, pero carece de conoide y por lo general de los microtúbulos peliculares asociados. Carecen de flagelos y no forman ooquistes ni esporas. Los vectores conocidos son garrapatas o sanguijuelas en los que tiene lugar la esporogonia, al igual que la reproducción sexual.

## Galería

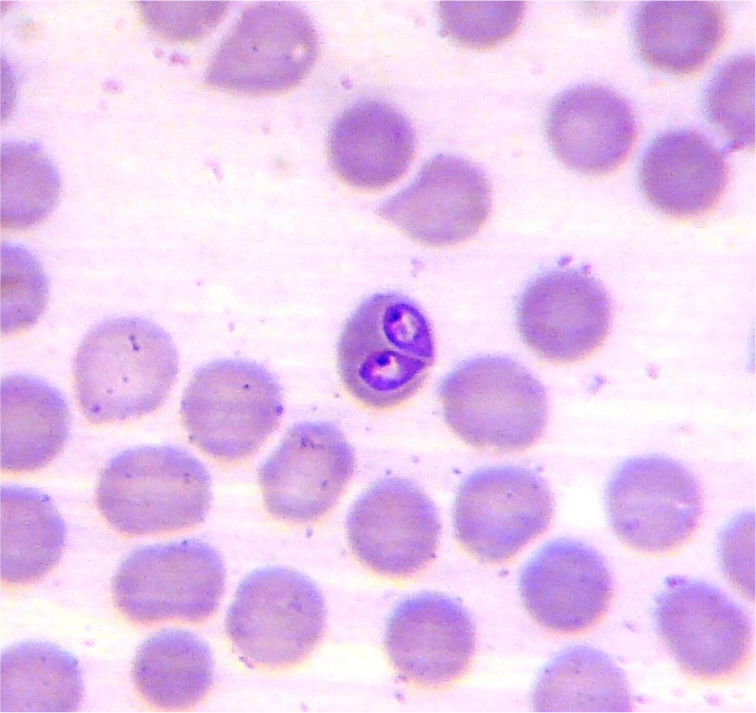
Dos trofozoitos de Babesia vogeli dentro de un eritrocito
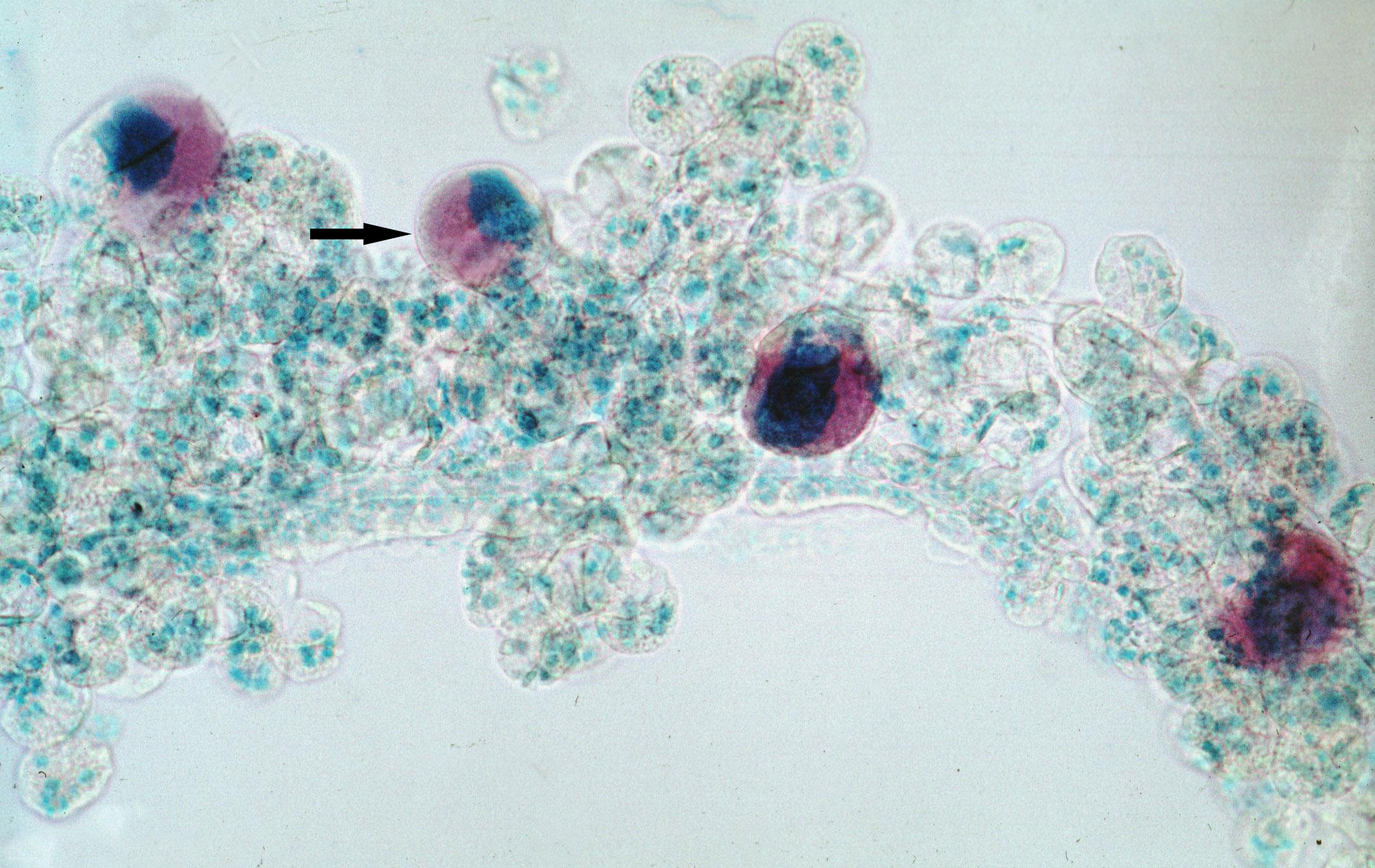
Esporoblasto de Theileria annulata
Ciclo de vida de Babesia